# Národní revoluční strana (Maďarsko)
Národní revoluční strana, zkráceně NFP, (maďarsky Nemzeti Forradalmi Párt) je mimoparlamentní politická strana v Maďarsku.

## Historie
Strana byla založena v prosinci 2009 a jejím předsedou je Tamás Szabó, který byl předtím členem MIÉP a Magyar Nemzeti Front. Veřejně se strana poprvé ukázala 13. února 2010 (Becsület Napja), kdy byla přehlídka přívrženců strany, kteří s transparenty vpochodovali na Budai vár.
Strana byla zaregistrována pro Parlamentní volby 2010, ale její kandidátku se nepodařilo sestavit.

## Volební výsledky

### Volby do Národního shromáždění
| Volby | I. kolo     | I. kolo   | II. kolo    | II. kolo  | Počet mandátů | Mandáty v % | Úloha v parlamentu |
| Volby | Počet hlasů | Hlasy v % | Počet hlasů | Hlasy v % | Počet mandátů | Mandáty v % | Úloha v parlamentu |
| ----- | ----------- | --------- | ----------- | --------- | ------------- | ----------- | ------------------ |
| 2010  | ???         | ???       | —           | —         | —             | —           | Mimo parlament     |